# И горы сдвигаются с места
«И горы сдвигаются с места» (кит. 山河故人) — фильм 2015 года режиссёра Цзя Чжанкэ. Премьера фильма состоялась 20 мая 2015 года на Каннском кинофестивале в рамках основной программы.

## Сюжет
В 1999 году двадцатипятилетняя Тао работает продавцом в небольшом городе Фэньян. За ней пытаются ухаживать богатый владелец автозаправки Цзиншэн, с которым её мало что объединяет, а также бедный рабочий Лянцзы, который ближе ей по духу. Тао в конечном итоге решает выйти замуж за Цзиншэна в надежде на то, что ей удастся покинуть Фэньян.
В 2014 году Тао находится в разводе с Цзиншэном и все ещё живёт в Фэньяне, а Цзиншэн живёт в Шанхае в новом браке. Их сын по имени Доллар приезжает к Тао после того как умирает её отец. Тао не может найти контакт с сыном из-за того, что Цзиншэн воспитывает сына в духе глобализма. Она считает, что Цзиншэн планирует отправить сына учиться за границу. Вместо того, чтобы отправить его самолетом, решает поехать с ним на поезде. В качестве подарка она отдаёт ему ключи от своего дома, чтобы он смог приехать к ней когда захочет.
В 2025 году Доллар учится в колледже в Австралии. Он хочет бросить колледж вопреки желанию отца, поскольку хочет больше свободы в жизни. Там он знакомится с Мией, которая намного старше его, и у них завязываются отношения. Он говорит ей, что до сих пор носит ключи, которые ему дала его мать, и что он не общался с ней в течение многих лет. Миа убеждает его полететь в Китай, чтобы встретиться с Тао.

## В ролях
- Чжао Тао — Тао
- Чжан И — Цзиншэн
- Лян Цзиндун — Лянцзы
- Дун Цзыцзянь — Доллар
- Сильвия Чан — Миа
- Хань Саньмин — друг Лянцзы
- Лю Лу — жена Лянцзы
- Жун Цзышань — Доллар в детстве